# Chasminodes bremeri
Chasminodes bremeri är en fjärilsart som beskrevs av Shigero Sugi och Vladimir S. Kononenko 1981. Chasminodes bremeri ingår i släktet Chasminodes och familjen nattflyn. Inga underarter finns listade i Catalogue of Life.